# Emily Hart
Pour les articles homonymes, voir Hart.
Emily Hart (Emily Anne Hart), née le 2 mai 1986 à Smithtown, New York, est une actrice américaine. Elle est surtout connue pour son rôle de petite peste en jouant Amanda Wiccan la cousine de Sabrina dans la série télévisée Sabrina, l'apprentie sorcière dont l'actrice Melissa Joan Hart est sa sœur.

## Biographie
Emily Hart est la fille de la productrice de télévision Paula Hart et de William Hart. Elle a six sœurs (dont trois sont des demi-sœurs) et un frère. Son beau-père (depuis 1994) est Leslie Gilliams.

## Carrière
Emily Hart a commencé à jouer dans des séries télévisées grâce à sa sœur aînée Melissa Joan Hart.
En 1998, elle a remporté un Young Artist Award pour son rôle dans le film de télévision The Right Connections. Elle a également été nommée pour une apparition sur la série Sabrina, l'apprentie sorcière.
En 1999, Emily a prêté sa voix pour la série d'animation Sabrina, pour laquelle elle a été nommée pour le Young Artist Awards en 2000 et 2001, remportant la deuxième des deux.
Elle joue en 2010 dans le film Nine Dead avec sa sœur Melissa.

## Filmographie

### Cinéma
- 1996 : La Fille d'en face (If Lucy Feel) : Eddy
- 2000 : La Petite Sirène 2 : Retour à l'océan (The Little Mermaid 2: Return to the Sea) : La fille sirène #1 (Voix)
- 2004 : Fashion Maman (Raising Helen) : La copine d'Audrey
- 2005 : Mute (Court-métrage) : Eileen
- 2010 : Nine Dead : York

### Télévision
- 1996 - 2003 : Sabrina, l'apprentie sorcière (Sabrina, Teenager Witch) (Série TV) : Amanda Wiccan
- 1997 : The Right Connections (Téléfilm) : Marnie Tompkins
- 1998 : Silencing Mary (Téléfilm) : Bobbi Stuartson
- 1999 - 2000 : Sabrina, l'apprentie sorcière (Série TV) : Sabrina Spellman (Voix)
- 2000 : Santa Mouse and the Ratdeer (Téléfilm) : Rosie (Voix)
- 2000 : Aux frontières de l'étrange (So Weird) (Série TV) : Phoebe
- 2001 : Shirley Temple : La Naissance d'une star (Child Star: The Shirley Temple Story) (Téléfilm) : Shirley Temple